# Jean Bernard Léon Foucault
Jean Bernard Léon Foucault, francoski fizik in astronom, * 18. september 1819, Pariz, Francija, † 11. februar 1868, Pariz.

## Življenje in delo
Foucault je bil samouk. Izboljšal je dagerotipijo.
Našel je postopek merjenja hitrosti svetlobe v različnih snoveh. Leta 1850 je kot drugi leto za Fizeaujem izmeril hitrost svetlobe v laboratoriju s pomočjo vrtečega se zrcala po postopku, ki ga je razvil Wheatstone v 30. letih 19. stoletja. Ker je zadostovala razmeroma kratka pot, je lahko izmeril tudi hitrost svetlobe v vodi. Vrteče se zrcalce odbije svetlobni curek na mirujoče zrcalo, to pa ga odbije nazaj na zrcalce. Med potovanjem svetlobe do zrcala in nazaj se zrcalce zasuče za kot 2lω in curek zadene zaslon na mestu, ki je premaknjeno za s. Iz tega izhaja za hitrost svetlobe:
{\displaystyle c={4ll'\omega  \over s}\!\,.}
Pri tem je l razdalja od zrcalca do zrcala, l' razdalja zaslona od zrcalca, ω kotna hitrost, s katero se vrti zrcalce, in s premik slike na zaslonu. Dodatni faktor upošteva, da se spremenita vpadni in odbojni kot. Prvi je tako neodvisno pokazal, da je hitrost svetlobe v zraku večja od hitrosti svetlobe v vodi. Odkril je še, da se hitrost svetlobe spreminja obratno od lomnega količnika snovi.
S pomočjo nihala je dokazal vrtenje Zemlje okoli njene osi (glej Foucaultovo nihalo). Leta 1851 je izvedel poskus z velikim nihalom v Pantheonu v Parizu. Za poskus je uporabil 28 (20) kg težko železno kroglo obešeno na 67 m dolgi žici. Na spodnjem delu krogle je bilo pisalo, ki je po plošči, posuti s peskom in razdeljeni na stopinje, zapisovalo sledi nihala. En nihaj je trajal 16,4 s. Po vrtenjih sledi so ugotovili vrtenje ravnine nihanja zaradi vrtenja Zemlje okoli svoje osi. Na 4 m od navpičnice je bi razmik brazd 3,6 mm. Ravnina nihanja prosto obešenega dolgega nihala z malimi elongacijami se navidezno vrti v prostoru v nasprotni smeri vrtenja Zemlje okoli svoje osi. V 24 urah se ta ravnina zavrti na polih za 360 stopinj, na ekvatorju pa miruje. Obrat ravnine v eni uri je 15° sin φ, kjer je φ zemljepisna širina. Ravnina nihanja ostaja v bistvu nespremenjena, vzrok njenemu navideznemu vrtenju je vrtenje Zemlje okoli svoje osi. Navpična ravnina se je zasukala za poln kot v 31 urah in 3/4.
Leta 1852 je izumil giroskop, ki je bil sestavljen iz valja togo vezanega na os, ki je ležala s čim manjšim trenjem v kardanskem sklopu. Istega leta sta z Personom potrdila vrtenje Zemlje okoli svoje osi še na ta način. Valj zavrtimo, na primer tako, da nanj navijemo dolgo vrv in jo na hitro potegnemo. Smer osi ostaja zaradi vztrajnosti nespremenjena. Če se os dovolj časa vrti, lahko opazimo kako podpora na kateri leži kardanski sklop in s tem sama Zemlja, rotira glede na os.
Z vrtečim se zrcalom je leta 1862 spet natančno izmeril svetlobno hitrost c0 = 298 · 106 m/s. S tem podatkom je lahko iz aberacijske konstante, ki jo je izmeril Otto Vasiljevič Struve na 20,44", določil natančnejšo vrednost za Sončevo paralakso. Bila je precej večja od Enckejeve iz leta 1825, 8,8" in iz nje astronomska enota a0 = 149,50 · 109 m.
Foucault je izumil polarizacijsko prizmo in polarizator. Odkril je vrtinčaste tokove, ki se imenujejo po njem. Ti tokovi se inducirajo v železnih jedrih generatorjev, transformatorjev in elektromotorjev. Našel je postopek za izdelavo ogledal za zrcalne daljnoglede, postopek za merjenje njihove ukrivljenosti in uvedel sodobni postopek za posrebritev takšnih zrcal. Bil je eden od začetnikov astronomske fotografije. Izboljšal je naprave kot sta obločna svetilka in indukcijska tuljava.

## Priznanja

### Nagrade
Za svoje znanstvene dosežke je Foucault leta 1855 prejel Copleyjevo medaljo Kraljeve družbe iz Londona.

### Poimenovanja
Po njem se imenuje krater Foucault na Luni in  asteroid glavnega pasu 5668 Foucault.